# Ульяновка (Скадовский район)
Ульяновка (укр. Улянівка) — село в Скадовской городской общине Скадовского района Херсонской области Украины.
Почтовый индекс — 75731. Телефонный код — 5537. Код КОАТУУ — 6524784701.

## Население
Население по переписи 2001 года составляло 1060 человек.

### Языковой состав
Родной язык населения по данным переписи 2001 года:
| Язык       | Численность, чел. | Доля     |
| ---------- | ----------------- | -------- |
| Украинский | 987               | 93,11 %  |
| Русский    | 54                | 5,09 %   |
| Армянский  | 15                | 1,42 %   |
| Другое     | 4                 | 0,38 %   |
| Итого      | 1 060             | 100,00 % |

## Местный совет
75731, Херсонская обл., Скадовский р-н, с. Ульяновка, ул. Центральная, 1